# 1073 Gellivara
1073 Gellivara је астероид главног астероидног појаса са пречником од приближно 35,73 .
Афел астероида је на удаљености од 3,798 астрономских јединица (АЈ) од Сунца, а перихел на 2,555 АЈ.
Ексцентрицитет орбите износи 0,195, инклинација (нагиб) орбите у односу на раван еклиптике 1,607 степени, а орбитални период износи 2067,872 дана (5,661 година).
Апсолутна магнитуда астероида је 11,90 а геометријски албедо 0,024.
Астероид је откривен 14. септембра 1923. године.